# Tajahuana
Tajahuana es un sitio arqueológico ubicado en el valle medio del río Ica, cerca de Ocucaje, en el departamento de Ica, Perú. Pertenece a la cultura Paracas, del 700 a 200 a. C.. Es una especie de fortaleza construida sobre la cima de una elevación. Se cree que pudo ser la capital o centro principal de los paracas.

## Contexto histórico
El periodo en el que surgió, el llamado Formativo Superior u Horizonte Temprano está marcado por un cambio drástico en los patrones de asentamiento. Los poblados situados en los llanos fueron abandonados y surgieron aldeas situadas en las cimas de las colinas o en lugares de fácil defensa. Se ignora la razón de este cambio, pero es probable que se diera en un contexto bélico, que coincide con el fin de la influencia chavín en el área andina y el surgimiento de los desarrollos regionales.

## Descripción
Tajahuana era un poblado fortificado erigido sobre la cima de una peña de fácil defensa. Como fortaleza tenía dos modalidades de protección: por murallas y por “foso seco”. Sus ruinas se esparcen en una extensión de 30 hectáreas. En sus cimientos se usó piedra blanda del sitio y barro. Las viviendas se erigieron como grupos de recintos aglutinados. No han sobrevivido vestigios de sus techados. Algunas zonas tienen muros espesos y terrazas. Al centro y dominando el conjunto se eleva una pirámide que pudo ser un templo.